# Gruppe Freital
Die Gruppe Freital (Eigenbezeichnungen Bürgerwehr FTL/360 bzw. Bürgerwehr Freital) war eine rechtsterroristische Gruppierung in Freital bei Dresden. Den Mitgliedern der Gruppierung wurden Sprengstoffanschläge auf Asylunterkünfte und Übergriffe auf Flüchtlingsunterstützer nachgewiesen. Im März 2018 wurden die Unterstützer wegen der Gründung einer terroristischen Vereinigung und teilweise wegen versuchten Mordes verurteilt.

## Entstehung und Hintergrund
Im Umfeld der fremdenfeindlichen Proteste in Freital ab März 2015 formierte sich die von der Bundesanwaltschaft so bezeichnete „Gruppe Freital“. Sie wurde in Anlehnung an die Nummer einer Buslinie des Regionalverkehrs Dresden, in der zwei Marokkaner Schüler belästigt haben sollen, und das Kfz-Kennzeichen von Freital als „Bürgerwehr FTL/360“ gegründet. Es wurde eine Facebookseite „Bürgerwehr FTL/360“ angemeldet, die bis November 2015 etwa 2600 Follower verzeichnete. Die „Bürgerwehr FTL/360“ gab an, sie wolle regelmäßig in Bussen patrouillieren und damit „für Ordnung und Sicherheit […] sorgen“. Mitglieder der Bürgerwehr würden insbesondere am Wochenende zwischen 19 und 2 Uhr in den Bussen der Linie A (jetzt Linie 160) mitfahren. Es folgte ein Aufruf der Bürgerwehr, die Demonstration der Organisation für Weltoffenheit und Toleranz zu behindern. Nach einer Spontandemo vor dem ehemaligen Leonardo-Hotel habe die Gruppe laut Staatsanwaltschaft am 24. Juni das Auto von Pro-Asyl-Aktivisten auf der Heimfahrt von Freital nach Dresden verfolgt und bedrängt. Bei einem Halt an einer Tankstelle sei die Windschutzscheibe des Autos der Pro-Asyl-Aktivisten  mit einem Baseball-Schläger zerschlagen worden, wobei ein Insasse verletzt wurde. Nach Sympathiebekundungen via Facebook zur Blockade einer Turnhalle, in die Asylbewerber einziehen sollten, wurde ein nahegelegenes alternatives Wohnprojekt mit Sprengstoff und Buttersäure attackiert, woran laut den Angeklagten Justin S. und Patrick F. neben der „Gruppe Freital“ auch die „Freie Kameradschaft Dresden“ beteiligt war.
Der Busfahrer Timo S. (* 1989) gilt als Kopf der Gruppe. Er zog 2014 von Hamburg nach Sachsen. In Hamburg hatte der Staatsschutz ihn bei Neonazi-Aufmärschen beobachtet, auch im Umfeld der im Februar 2016 verbotenen „Weiße Wölfe Terrorcrew“.
Unter anderem der Tagesspiegel und Panorama berichteten von einer verbreiteten Verharmlosung der rechtsterroristischen Gruppe und ihrer Taten im Ort, die laut Prozessbeobachtern den Nährboden für die Radikalisierung der „Gruppe Freital“ gebildet habe. Im Ort sei von „Lausbubenstreichen“ und einem „Schauprozess“ die Rede. Die Gruppe hätte doch nur ein paar „Knaller“ gezündet. Oberbürgermeister Uwe Rumberg (CDU) sprach von einer „Handvoll“ Personen, man solle das „nicht überbewerten“. Das Stadtratsmitglied Frank Gliemann (Freie Wähler) erklärte, dass der Ruf Freitals zu Unrecht gelitten habe. Die Bestrafung der Mitglieder der Gruppe müsse nach Meinung vieler Freitaler „mit Augenmaß“ erfolgen. Panorama berichtete weiter, dass die Gruppe sich ganz offen an der örtlichen Aral-Tankstelle, gegenüber der Polizeistation, getroffen und ihre Anschläge vorbereitet habe. In einer von dem rechten Aktivisten und AfD-Mitglied Dirk Jährling bis 2017 betriebenen Bar im Stadtzentrum traf sich die Gruppe regelmäßig und prahlte mit ihren Taten. Nach den rassistischen Ausschreitungen im sächsischen Heidenau im August 2015 zeigte einer der Festgenommenen dort Videos der Krawalle auf einer Leinwand und identifizierte sich selbst als einen der Randalierer. Niemand habe daraufhin Anzeige erstattet, so Panorama. Die verbale Unterstützung für die „Gruppe Freital“ im Ort sei dabei durchaus auch praktisch geworden. Der Prozess brachte ans Licht, dass die Gruppe viele Helfer hatte. Freunde und Nachbarn lagerten unter anderem die Sprengsätze, die später bei Anschlägen eingesetzt wurden. Zeugen und Nachbarn berichteten in ihren Aussagen nur kurz von den Taten, aber ausführlich über ihre Abneigung den Anschlagsopfern gegenüber. Laut der Nebenklage hätten die Angeklagten aus solchen Aussagen die Rechtfertigung für ihre Taten gezogen.

## Kritik an den Ermittlungen in Sachsen
Die Polizei Sachsen und hier speziell das Operative Abwehrzentrum ermittelten wegen mehrerer Delikte. Der Generalstaatsanwalt in Dresden erhob Anklage u. a. gegen den Gründer der Gruppe. Dieser und zwei weitere Männer wurden im November 2015 verhaftet.
Der Abgeordnete Enrico Stange (Die Linke) stellte im Juli 2015 eine Kleine Anfrage (Drs.-Nr. 6/1818) zum „Thema: Bürgerwehr Freital“. Innenminister Markus Ulbig antwortete, das Operative Abwehrzentrum ermittle in einem Verfahren wegen des Verdachts der gefährlichen Körperverletzung (§ 224 StGB) gegen mehrere Beschuldigte, die zum Teil der „Bürgerwehr Freital“ zuzurechnen seien. Weiter teilte er mit: „Eine ‚Bürgerwehr FTL / 360‘ ist kein Beobachtungsobjekt des Landesamtes für Verfassungsschutz (LfV) Sachsen. Dem LfV Sachsen liegen keine Erkenntnisse über tatsächliche Anhaltspunkte für extremistische Bestrebungen einer ‚Bürgerwehr FTL / 360‘ vor.“ Im November 2016 räumte die Staatsregierung ein, dass der sächsische Verfassungsschutz Kontakt zu mindestens einem Mitglied der Gruppe hatte.
Ein Zeuge hatte als Person aus dem Umfeld der Gruppe umfänglich über den mutmaßlich ersten Anschlag der Gruppe im September 2015 ausgesagt. Er habe Namen der Mitglieder der „Gruppe Freital“ und die benutzten Chats preisgegeben. Er habe zudem erklärt, bei einem der Anschläge dabei gewesen zu sein. Die Staatsanwaltschaft Sachsen sicherte dem Informanten laut Spiegel Vertraulichkeit zu. In seinem Vernehmungsprotokoll wurde vermerkt, dass der Informant sich mit einer Dienstmarke ausgewiesen habe. Dem Spiegel zufolge deute das darauf hin, dass die Polizei einen Beamten im Umfeld der Gruppe Freital positioniert hatte. Die Polizei Sachsen dementierte, einen Informanten in der Gruppe gehabt zu haben, und erklärte, die Angaben über den Zeugen seien in dem Protokoll irrtümlich falsch ausgefüllt worden. Seit Januar 2017 ist bekannt, dass drei Beamte des Dienstgeheimnisverrats verdächtigt werden und die Ermittlungen dazu sehr zögerlich anliefen.
Vor dem zweiten Anschlag der Gruppe sollen die sächsischen Ermittler laut Spiegel bereits einen Telefonanschluss im Umfeld der mittlerweile festgenommenen Beschuldigten abgehört haben. Laut dem Abhörprotokoll hatte die Polizei Sachsen damit mehrere Stunden vor dem Anschlag auf das Dresdner Wohnprojekt Hinweise auf einen geplanten Angriff, jedoch sei die Polizei nicht eingeschritten.

## Ermittlungen der Bundesanwaltschaft
Nach diversen Anschlägen in Freital übernahm die Bundesanwaltschaft Anfang April 2016 die Ermittlungen. Die Generalstaatsanwaltschaft Dresden hatte in Karlsruhe zwei Verfahren wegen des Anfangsverdachts der Bildung einer terroristischen Vereinigung zur Prüfung vorgelegt. Der Spiegel berichtete, dass dem „Einschreiten des Bundes aber offenbar ein längeres Gezerre mit den sächsischen Landesbehörden um Zuständigkeiten vorausgegangen“ sei. Dresden habe nicht aktiv das Verfahren als Terrorverfahren gewertet und weitergegeben.
Die Bundesanwaltschaft bringt folgende Anschläge mit der Gruppe in Verbindung:
1. den Anschlag auf eine Asylbewerberunterkunft in Freital mit pyrotechnischen Sprengsätzen in der Nacht zum 1. November 2015. Bei den Explosionen erlitt ein Bewohner durch umherfliegende Glassplitter mehrere Schnittwunden im Gesicht. Die anderen Bewohner konnten sich rechtzeitig im Flur der Unterkunft in Sicherheit bringen. Es wurden sieben mutmaßliche Täter ermittelt.[14]
2. den Angriff auf das Wohnprojekt „Mangelwirtschaft“ in Dresden, das sich in der Flüchtlingsarbeit engagierte, in der Nacht zum 19. Oktober 2015. Beleuchtete Fenster wurden mit Steinen eingeworfen. Anschließend wurden illegale Böller in die Räume geschleudert. An der Hintertür zündeten mehrere Täter zwei weitere, mit Buttersäure präparierte Sprengsätze. Laut Zeit hätten die Täter erwartet, dass die Hausbewohner daraufhin fliehen würden. Einer der Sprengsätze explodierte.[15] Die Ermittlungen ergaben, dass der Anschlag geplant und gut vorbereitet war. Neben zwei angreifenden Gruppen gab es Fluchtfahrzeugfahrer und Sprengstoffbeschaffer.[16]
3. den Anschlag auf eine Asylbewerberunterkunft in Freital in der Nacht zum 20. September 2015. Es wurde ein Sprengsatz am Küchenfenster einer Unterkunft gezündet. Die Bewohner konnten in den Flur ihrer Wohnung flüchten,[17] bevor die Explosion Fensterscheiben und Inventar zerstörte. Verletzt wurde niemand.[14]

Die Bundesanwaltschaft geht davon aus, dass es Verbindungen der Gruppe zu den Anschlägen auf das Auto eines Linken-Stadtrats und das Parteibüro der Partei Die Linke in Freital gibt.
Im Verlauf der Ermittlungen wurden beim mutmaßlichen Rädelsführer Timo S. Anleitungen zum Bau von Rohrbomben gefunden.
In einer Vernehmung gab ein Verdächtigter im November 2015 an, die Gruppe habe Hinweise von einem Beamten der Bereitschaftspolizei Sachsen über deren bevorstehende Einsätze bekommen. Am 13. Dezember 2016 gab Justizminister Sebastian Gemkow bekannt, dass auch gegen einen zweiten Polizeibeamten ermittelt werde. Im Januar 2017 erklärte der sächsische Innenminister Markus Ulbig in einer Stellungnahme, dass inzwischen Verdachtsfälle gegen insgesamt drei Polizeibeamte geprüft würden.

## Anti-Terror-Einsatz in Freital
Am 19. April 2016 wurden mit 200 Beamten von Bundeskriminalamt, Bundespolizei und Polizei Sachsen Wohnungen und Häuser in Freital durchsucht. Der Zugriff erfolgte auf Anordnung der Bundesanwaltschaft. Für die Zugriffe wurde auch die GSG 9 eingesetzt. Die GSG 9 nahm fünf Verdächtige fest. Die Bundesanwaltschaft nahm die Ermittlungen gegen acht mutmaßliche Mitglieder der „Gruppe Freital“ auf, unter anderem wegen versuchten Mordes, gefährlicher Körperverletzung und Mitgliedschaft in einer terroristischen Vereinigung. Ähnlich wie die schon 2015 ausgehobene deutsche neonazistische Terrororganisation Oldschool Society (OSS) tauschten die Mitglieder kryptische Nachrichten in einer geschlossenen Messenger-Gruppe aus, den sie „Schwarzer Chat“ nannten. Für ihre lebensgefährlichen Sprengsätze mit der Wirkung einer Handgranate verwendeten sie den Decknamen „Obst“.
Bei den Festnahmen wurde eine dreistellige Anzahl an Sprengkörpern gefunden. Dabei handelte es sich um sogenannte „Polenböller“ der Typen „La Bomba“ und „Viper“ mit enormer Sprengkraft. Auch explizit antisemitische Materialien wurden sichergestellt, etwa eine Abbildung von Adolf Hitler vor einem Schornstein samt Schriftzug „Je größer der Jude – desto wärmer die Bude.“
In der Süddeutschen Zeitung schrieb Heribert Prantl nach den Festnahmen im April 2016, die Bundesanwaltschaft habe sich unter dem Eindruck des NSU-Versagens mehr Klarheit gewünscht. „Es ist besser, diese Klarheit zu schaffen und die Zuständigkeiten, die man hat, zu nutzen – und zwar auch dann, wenn die Landesermittlungsbehörden, wie soeben in Sachsen, unwillig sind.“ Einen neuen NSU gelte es zu verhindern. „Es ist deshalb die Zeit vorbei, in der braune Verbrechen mit bagatellisierenden Vokabeln belegt wurden; das sind keine ‚Vorkommnisse‘, das ist keine ‚Randale‘; das ist womöglich Terror.“

## Prozesse

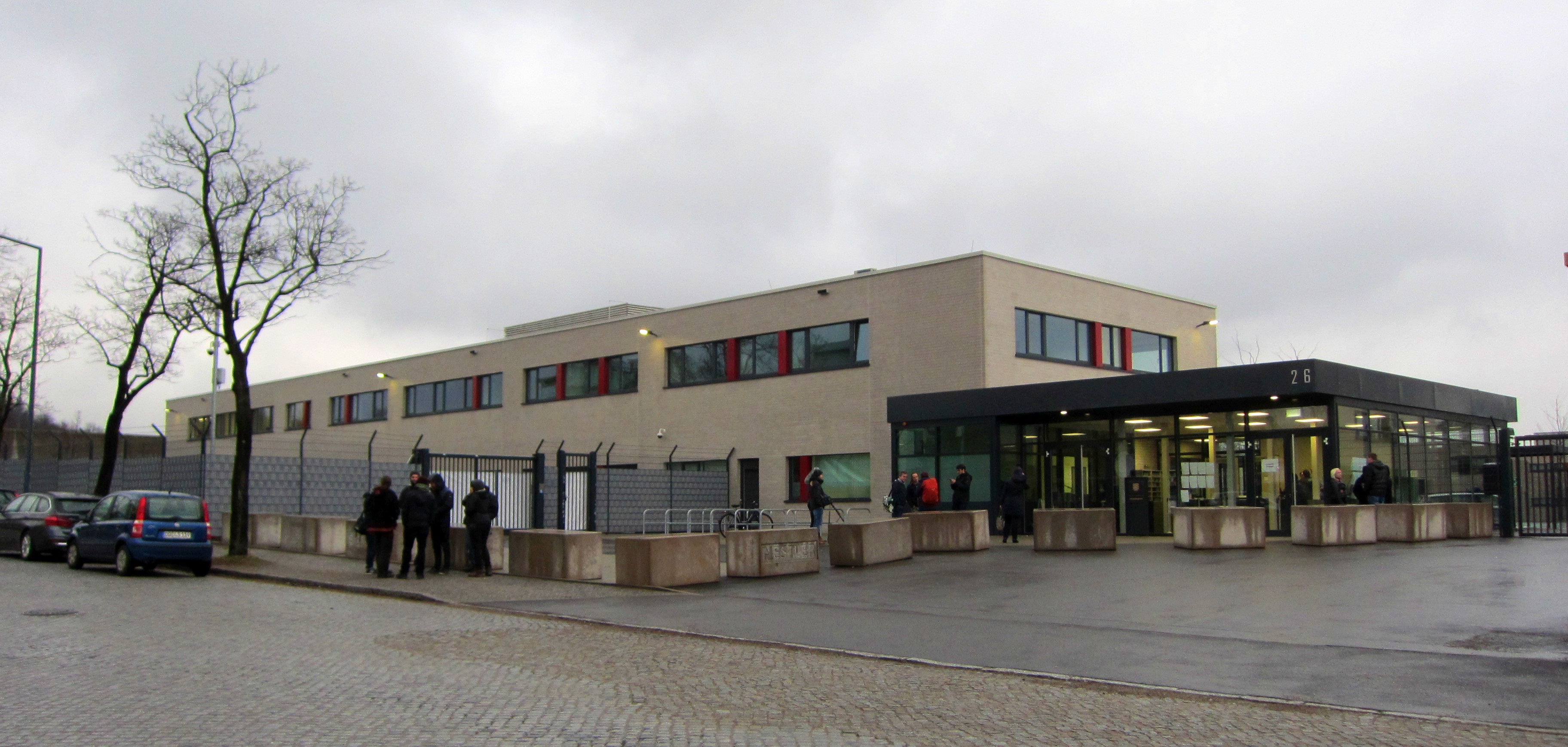
Neu geschaffene Außenstelle des Oberlandesgerichts Dresden, in dem der Prozess gegen die Gruppe Freital stattfand

Anfang November 2016 erhob der Generalbundesanwalt Anklage gegen sieben Männer und eine Frau.
Spätestens von Juli 2015 sollen die Angeklagten S., W. und F. mit weiteren Unterstützern die Terrorgruppe Freital gebildet haben. Nach Ansicht der Ermittler war die Gruppe auf längere Zeit angelegt und hatte zum Ziel, politisch Andersdenkende einzuschüchtern und Flüchtlinge so zu verängstigen, dass sie die Bundesrepublik wieder verlassen. Ihre rechtsextremistische Ideologie wollte sie nach Ansicht der Bundesanwaltschaft gewaltsam durchsetzen – u. a. mit Sprengstoffanschlägen und durch das Töten von Menschen. Die rechtsextreme „Gruppe Freital“ wurde aufgrund der vorliegenden Erkenntnisse der Ermittler für insgesamt fünf fremdenfeindliche oder politisch motivierte Anschläge in Sachsen verantwortlich gemacht und die Beteiligten entsprechend angeklagt. Die Ermittler gehen bei mehreren Personen von versuchtem Mord aus, da die Täter den Tod ihrer Opfer billigend in Kauf genommen hätten. Die Anklageschrift hat über 160 Seiten.
Der Strafprozess gegen die acht Angeklagten vor dem Oberlandesgericht Dresden begann am 7. März 2017. Ihnen wird die Bildung einer terroristischen Vereinigung, versuchter Mord, gefährliche Körperverletzung sowie die Herbeiführung von Sprengstoffexplosionen vorgeworfen. Bis September 2017 wurden zunächst rund 60 Verhandlungstage angesetzt. Die Bundesanwaltschaft forderte im Januar 2018 für Patrick F. elf Jahre, für Timo S. zehn Jahre und neun Monate Haft. Für die übrigen Angeklagten forderte der Staatsanwalt Strafen zwischen neuneinhalb und fünf Jahren. Dabei war der jüngste Angeklagte nach Jugendstrafrecht zu behandeln.
Das Oberlandesgericht ließ für 5,5 Millionen Euro eigens für das Verfahren einen Hochsicherheits-Gerichtssaal in einer umgewidmeten Erstaufnahmeeinrichtung für Flüchtlinge einrichten.

## Urteil
Nach 73 Verhandlungstagen wurden am 7. März 2018 gegen die acht Angeklagten Freiheitsstrafen zwischen vier und zehn Jahren verhängt. Alle wurden wegen der Bildung einer terroristischen Vereinigung schuldig gesprochen. Das Gericht sah es als erwiesen an, dass die Angeklagten aufgrund einer rechtsextremen Gesinnung in wechselnder Besetzung und Tatbeteiligung 2015 insgesamt fünf Sprengstoffanschläge auf Flüchtlingsunterkünfte und politische Gegner in Freital und Dresden verübt hatten. Wegen Rädelsführerschaft erhielten die Angeklagten Timo S. und Patrick F. mit zehn und neuneinhalb Jahren die höchsten Strafen. Der zur Tatzeit erst 18-jährige Justin S., der im Prozess umfangreich ausgesagt hatte, wurde nach Jugendstrafrecht zu vier Jahren, die 29-jährige Maria K. zu fünfeinhalb Jahren Gefängnis verurteilt.